# Uncensored 1999
Uncensored 1999 fu un pay-per-view organizzato dalla federazione di wrestling World Championship Wrestling (WCW); si svolse il 14 marzo 1999 presso la Freedom Hall di Louisville, Kentucky, Stati Uniti.

## Descrizione
Nel main event della serata, Ric Flair schienò Hollywood Hogan mentre questi era svenuto imprigionato nella Figure-Four leglock. Flair, che aveva acquisito il controllo della WCW per 90 giorni nella puntata del dicembre 1998 di WCW Monday Nitro, ordinò all'arbitro Charles Robinson di fermare il match solo in casi estremi; di conseguenza, Robinson non fermò il match quando Flair sanguinò, e nemmeno quando Hogan svenne dal dolore a causa della mossa di sottomissione.

## Risultati
| N. | Risultati                                                               | Stipulazione                                                           | Durata |
| -- | ----------------------------------------------------------------------- | ---------------------------------------------------------------------- | ------ |
| 1  | Billy Kidman (c) sconfigge Mikey Whipwreck                              | Single match per il WCW Cruiserweight Championship                     | 15:01  |
| 2  | Stevie Ray sconfigge Vincent                                            | Harlem Street Fight match per la leadership del nWo Black and White    | 06:30  |
| 3  | Kevin Nash (con Lex Luger & Miss Elizabeth) sconfigge Rey Misterio Jr.  | Single match                                                           | 06:19  |
| 4  | Jerry Flynn sconfigge Ernest Miller & Sonny Onoo                        | Handicap match                                                         | 07:08  |
| 5  | Hak sconfigge Bam Bam Bigelow e Raven (con Chastity)                    | Falls Count Anywhere match                                             | 14:29  |
| 6  | Chris Benoit & Dean Malenko sconfiggono Curt Hennig & Barry Windham (c) | Lumberjack match per il WCW World Tag Team Championship                | 16:58  |
| 7  | Perry Saturn sconfigge Chris Jericho                                    | Dog Collar match                                                       | 11:50  |
| 8  | Booker T sconfigge Scott Steiner (c) (con Buff Bagwell)                 | Single match per il WCW World Television Championship                  | 13:30  |
| 9  | Ric Flair sconfigge Hollywood Hogan (c)                                 | Barbed Wire Steel Cage match per il WCW World Heavyweight Championship | 14:19  |

## Accoglienza
Nel 2012 Jack Bramma del sito web 411Mania diede all'evento un voto di 4.5 [scarso], scrivendo: "Un altro brutto show anche se non è il crimine contro l'umanità che è stato Uncensored 95. Ci sono un solido tag match e Whipwreck che ha fatto di tutto per fare una buona impressione nel suo primo match, ma qui c'è così tanta spazzatura. Statene alla larga per la maggior parte."